# Stadion Angeła Kynczewa w Trjawnie
Stadion Angeła Kynczewa – wielofunkcyjny stadion w Trjawnie, w Bułgarii. Obiekt może pomieścić 3000 widzów, wyposażony jest m.in. w sztuczne oświetlenie i tartanową bieżnię lekkoatletyczną. Swoje spotkania rozgrywają na nim piłkarze klubu OFK Trjawna. Stadion nosi imię Angeła Kynczewa.